# Premirje
Premirje je izraz, ki v vojaškem izrazoslovju pomeni začasno prenehanje sovražnosti, za katerega se dogovorijo vse strani, vpletene v spopad. Premirje je lahko razglašeno enostransko (v tem primeru ni soglasja vseh vpletenih strani) ali večstransko. Po navadi se premirje razglasi takrat, ko se vpletene strani dogovarjajo o pogojih za mir ali v kakšnem drugem pomembnem primeru. Kljub prekinitvi vojaške dejavnosti pa pri premirju vojno stanje ni prekinjeno. Predpisi o premirju so zapisani v Haaškem pravilniku (36. - 41. člen), a jih vpleteni strani lahko po dogovoru dopolnita. 
V antični Grčiji je bilo začasno premirje razglašeno ob vsakih Olimpijskih igrah.